# Bananenboot

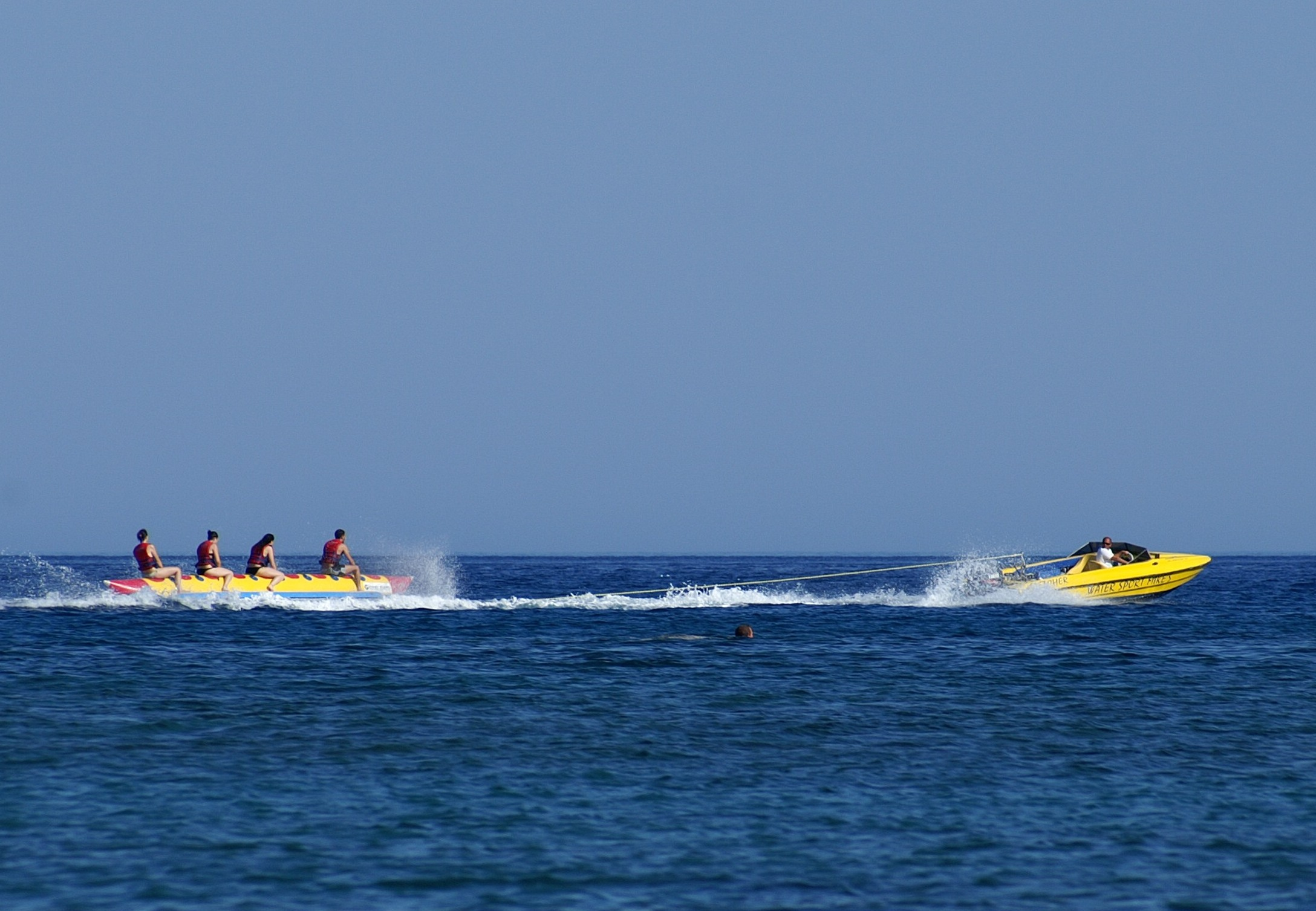
Bananenboot am Strand von Kolymbia, Rhodos, in Aktion

Ein Bananenboot, oft einfach „Banane“ genannt, ist ein unmotorisiertes, meist gelbes Schleppboot in Form und Farbe einer übergroßen, schwimmenden Banane. Mit Schwimmwesten bekleidete Passagiere sitzen hintereinander auf einer mittleren Röhre, die manchmal von zwei kleinen in Balance gehalten wird. Aufgrund der guten Stabilität ist die Banane sehr viel einfacher und sicherer zu benutzen als Wasserskier und Surfbretter und so eine beliebte Freizeitmöglichkeit für Kinder, die besonders – meist kostenpflichtig – in Ferienorten zu finden ist. 
Viele große Motorjachten haben ein Bananenboot als Spielzeug immer an Bord, jedoch kann die Gummiröhre von allen motorisierten Booten gezogen werden. Die meisten Modelle haben Platz für drei bis zehn Personen, es gibt aber auch doppelte Bananen, bei denen die Passagiere auf zwei Röhren nebeneinandersitzen.
Der Freizeitspaß ergibt sich daraus, dass das Bananenboot zu überraschender Zeit entweder abgekoppelt wird oder in eine destabilisierende Kurvenfahrt geführt wird, so dass die Passagiere in das Wasser stürzen und für einen neuen Anlauf auf das Boot hinaufklettern müssen.